# Tilläggstavlor

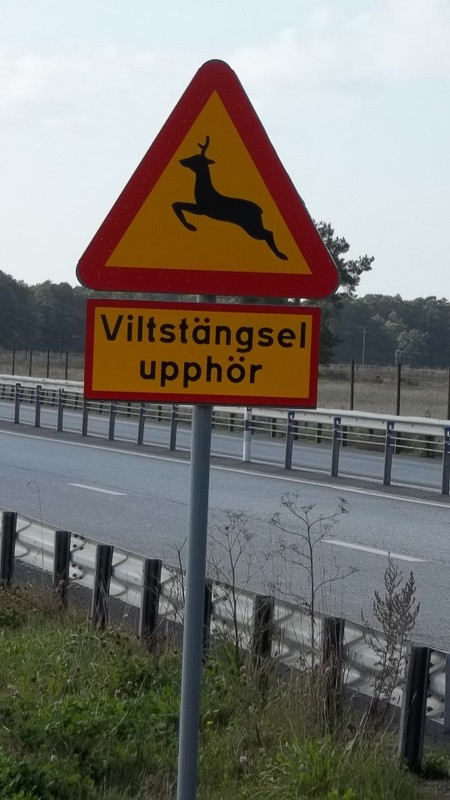
En tilläggstavla i Sverige till ett varningsmärke för djur

Tilläggstavlor innehåller kompletterande information till vägmärken och placeras som en mindre skylt under vägmärket.